# Секст Тарквиније

Секст Тарквиније (лат. Sextus Tarquinius) био је син римског краља Тарквинија Охолог, најпознатији по томе што је силовао племкињу Лукрецију, супругу Колатина и сестру Луција Јунија Брута. 
Лукреција је након силовања позвала своју родбину, све им испричала и извршила самоубиство. Брут и Колатин су тада народу показали њено мртво тијело и позвали га да оружјем освети Секстов злочин. Резултат је био устанак у коме су Тарквиније и његов син прогнани, а Рим проглашен републиком. 
Тарквиније и син су се склонили код својих етрурских рођака, укључујући Ларса Порсену који их је покушао силом вратити на власт, али је одустао, импресиониран храброшћу Римљана. Тарквинијеви су потом били у граду Габии, а 496. п. н. е. учествовали у бици код Регилског језера у којој је Тарквиније рањен, а Секст убијен.